# JASDAQ
JASDAQ（日語：ジャスダック）是東京證券交易所所營運的股票證券市場，主要以新興企業為取向。過去曾由同名的Jasdaq證券交易所負責營運。

## 历史
Jasdaq證券交易所（日語：株式会社ジャスダック証券取引所）是過去位于東京都中央區日本橋茅場町一丁目（東京證券會館内）的一家證券交易所。該證券交易所有日本的納斯達克之稱；不過，與NASDAQ日本（後來改稱，即Hercules）無關，也與美國納斯達克無任何關係。
Jasdaq公司由日本证券业协会在1976年6月1日成立，當時名稱為日本店頭證券公司（日語：日本店頭証券株式会社），專門經營店頭有價證券買賣業務。1998年日本金融大改革實施，同年引入造市商制度，公司名稱改為Jasdaq Service公司（日語：株式会社ジャスダック・サービス）。2001年公司名稱再改為Jasdaq公司（日語：株式会社ジャスダック）。2004年轉型為Jasdaq證券交易所（株式会社ジャスダック証券取引所）。
2010年4月1日，與大阪證券交易所合併成為交易市場一環，公司法人消滅。2013年7月16日，隨著大阪證交所股票交易市場一起併入東京證交所。

## 外部連結
- JASDAQ證券交易所 （页面存档备份，存于）
- JASDAQ[永久]